# طیب طلحه سانوچ
طیب طلحه سانوچ (انگلیسی: Tayyip Talha Sanuç؛ زادهٔ ۱۷ دسامبر ۱۹۹۹) بازیکن فوتبال اهل ترکیه است.
از باشگاه‌هایی که در آن بازی کرده‌است می‌توان به باشگاه ورزشی آدانا دمیرسپور و باشگاه فوتبال کاردمیر قره‌بوک‌اسپور اشاره کرد.
وی همچنین در تیم‌های ملی فوتبال Turkey national under-18 football team و Turkey national under-19 football team بازی کرده‌است.